# Шпорчук Петро Павлович
Петро Павлович Шпорчук (нар. 5 вересня 1943, с.Великі Мацевичі Старокостянтинівського району Хмельницької області) — живописець-монументаліст, графік, письменник. Член НСХУ (1989). Заслужений художник України.

## Життєпис
У 1956 році закінчив 7 класів у с.Великі Мацевичі й вступив до Яворівської школи художніх ремесел (м.Яворів) Львівської області, яку закінчив у 1959 році за спеціальністю різьбяра художньої різьби по дереву VI тарифного розряду. Працював різьбярем художньої різьби по дереву у Львівському й Тернопільському кооперативних товариствах художників до 1962 р. Паралельно закінчив Тернопільську вечірню середню школу № 1.
1962—1965 рр. служив у рядах Радянської армії.
1966—1971 рр. навчався у Львівському державному інституті прикладного та декоративного мистецтва (нині — Львівська національна академія мистецтв).
Із 1971 р. працював у Чернігівських художньо-виробничих майстернях і Тернопільському художньо-виробничому комбінаті художником декоративно-прикладного та монументального мистецтва.
Живе і працює в м.Тернопіль із дружиною - Денегою Галиною Василівною.

## Творчість
Створив ряд монументальних розписів, мозаїк, сграффіто, рельєфів у гіпсі та в техніці карбування по металу.
Працює в галузях станкової та книжкової графіки, у жанрі екслібрис, монументального та декоративно-прикладного мистецтва. Майже сто графічних листів зберігаються в музеях Дніпропетровська, Збаража, Львова, Канева, Почаєва, Полтави, Тернополя, Чернігова та приватних колекціях Австралії, Болгарії, Канади, Росії, США й Швейцарії.
Художник-оформлювач Тернопільського енциклопедичного словника .

### Виставки
Із 1971 року активний учасник художніх виставок: обласних, республіканських, всеукраїнських та міжнародних.
Персональні виставки творів експонувалися в Тернополі (1984—1985, 1992, 2002 рр.), Кам'янець-Подільському — 1994 р., Хмельницькому — 1996 р., Києві — 1997 р., Львові — 2004 р.

### Твори

#### Монументальні
- Мозаїчне панно на фасаді Будинку побуту «Роксолана» м. Тернополя
- Мозаїчний рельєф у фоє Будинку культури ВАТ «Ватра»

#### Настінні розписи
- «Фініш» у профілакторії Тернопільського обласного комунального інституту післядипломної педагогічної освіти;
- «Фауна i Флора» у кардіологічному відділенні другої міської лікарні м. Тернополя;
- «Подоляночка» в актовому залі ПТУ № 4 м. Тернополя;
- «Щасливе дитинство» в дитячому садку № 20 м. Тернополя;
- «Моди» в ательє мод у Будинку побуту «Роксолана» м. Тернополя;
- «Спорт» у спортивному залі середньої школи смт Гримайлові, Тернопільської області;
- «Космос» у кінотеатрі м. Збаража;
- «Вчіться, брати мої…» у музичному залі дитячого садку с. Дружба (нині — Трибухівці);
- Декоративний настінний розпис у вестибюлі Тернопільської загальноосвітньої середньої школи № 27.

#### Декоративні панно
- у поліклініці заводу «Оріон» м. Тернополя;
- у фоє загальноосвітньої школи № 21 м. Тернополя;
- у загальноосвітній школі № 3 м. Тернополя;
- у їдальні Лановецького цукрового заводу;
- у будинку культури с. Ішків;
- у залах урочистих подій смт Великі Бірки, м.Борщів та ін.

### Книги
Автор повісті «Ірреальні марева», тринадцяти оповідань, які вийшли збіркою «Подільські жолоби», романів «Фатум», «Феєрія холодних гам», «Осіння віхола».
- Шпорчук П. Подільські жолоби: [проза] / П. Шпорчук ; вступ. ст. Б. Мельничука. — Т. : Принтер-інформ, 2002. — 362 с.
- Шпорчук П. Фатум: роман / П. Шпорчук ; передм. Б. Мельничука. — Т. : Рада, 2004. — 332 с.
- Шпорчук П. Феєрія холодних гам / Петро Шпорчук. — Тернопіль: Принтер-Інформ, 2006—332 с.
- Шпорчук П. Осіння віхола: роман / Петро Шпорчук. — Тернопіль: Терно-граф, 2010 — З12 с.; іл.
- Шпорчук П. Ява і сни: [проза] / П. Шпорчук // Тернопіль. — 2008. — № 3. — С. 58—61.